# Eclipse solar del 1 de julio de 2011

Eclipse solar del 1 de julio de 2011.

El 1 de julio de 2011 se produjo un eclipse solar parcial que fue visible en una pequeña parte al sur de Sudáfrica y al norte de la Antártida.
Es el primer eclipse de la serie de saros 156. En la mayor ocultación, su magnitud fue de 0.097. Es la primera serie de saros que empieza desde la serie de saros 155 con el eclipse parcial del 17 de junio de 1928.
Este eclipse es el tercero de cuatro eclipses solares parciales en 2011, junto con los demás que ocurrieron el 4 de enero de 2011, 1 de junio de 2011 y 25 de noviembre de 2011.